# Circolo Sportivo Ponziana 1912
Circolo Sportivo Ponziana 1912, talijanski nogometni klub iz Trsta. 

## Povijest
Osnovala ga je 1912. skupina zaljubljenika u nogomet iz tršćanskog kraja, iz San Giacoma kod Trsta. Do prvoga svjetskog rata igrali su prijateljske utakmice s klubovima iz susjedstva. 1918. se povezala s Foot-Ball Club Triesteom u Unione Sportiva Triestina. Od 1920. sudjelovala je u zonskim prvenstvima. Napredovala je i već 1927. bila je u I Divisione, po današnjim mjerilima Serie B. 1928. fašistički je režim nametnuo spajanje Ponziane i Edere. U fuziju je morala ući i Triestina i nastao je sastav ASPE Associazione Sportiva Ponziana Edera, bijele majice s crnim, crvenim i plavim oko Torre di Trieste. Bili su prvaci Seconda Divisione koje je bila osvojila Edera. Nisu svi navijači kluba ovo prihvatili te su odlučili ponovo poći od I Categoria ULIC-a imenom Ponzianini Erranti. 1930. godine ASPE se povezao s Gruppo Sportivo Cantieri San Marco i tako je nastala Esperia. Sljedeće je godine novostvoreno društvo uzeloime Ponziana i došlo do 5. mjesta u I Divisione, natjecanju u kojem su se natjecali sudionici kao Fiumana, Grion iz Pule, Mestrina, Vicenza, Mantova i Treviso. U ligi su se dalje plasirali na sredinu ljestvice,tek 1937./38. i 1940./41. bili su treći. Cijelo su vrijeme bili u trećem razredu natjecanje, s iznimkom 1935./36. kad se natjecala, kao posljedica reorganizacije koja je stvorila serie C u I Divisione Regionale (četvrta razina). 
Ratne 1943./44. natjecala se u ligi Furlanije-Julijanske Venecije prvenstva Gornje Italije, gdje je bila osmasa sedam bodova. Rat je učinio stanje složenim oko Trsta. Postojao je Slobodni Teritorij Trsta. Razni treneri i igrači Ponziane stvorili su klub Amatori Ponziana, koji je zaigrao u jugoslavenskom prvenstvu, nasuprot Triestini koja je zaigrala u talijanskoj Serie A. Talijanska polovica Ponziane oslabila je diobom. Natjecala se u Serie C i 1946./47. bila je 15. s 0 bodova. Sljedeće je godine bila treća, iza Edere i Libertasa. Nije mnogo pomoglo jer je zbog reorganizacije prvenstva, opet došla u Promozione. Ponziana u jugoslavenskom prvenstvu izdržala je nekoliko godina, bez boljih rezultata. 1946./47. u Prvoj ligi bila je 11. 1947./48. bila je sedma. Trebala je igrati doigravanje za opstanak i neispadanje u Drugu ligu, što je otpalo te je ostala prvoligaš. 1948./49. bila je zadnja, deseta. 
1949. dvije su se Ponziane ponovo ujedinile. Igrači koji su igrali u jugoslavenskom prvenstvu bili su diskvalificirani šest mjeseci. 1950. je klub uzeo ime Circolo Sportivo Ponziana i vratio se u serie C, gdje je ostao do 1952., kad je pao u novostvorenu IV Serie. Tih su godina igrali na Campo di Sant'Andrea u Trstu. Ponziana je stvorila niz mladih dobrih igrača. Fabio Cudicini poslije je bio vratar u Romi i Milanu, te Giovanni Galeone. Do danas Ponziana nije ostvarila velikih rezultata.

## Poznati igrači
- Fabio Cudicini
- Guglielmo Trevisan
- Alberto Eliani
- Valerio Gravisi
- Giorgio Pitacco
- Giorgio Ferrini
- Giorgio Listuzzi

## Vanjske poveznice
- (tal.) Službene stranice
- (eng.) RSSSF
- Nogometni leksikon